# NGC 806-2
NGC 806-2 is een spiraalvormig sterrenstelsel in het sterrenbeeld Walvis. Het sterrenstelsel bevindt zich dicht bij NGC 806-1.

## Synoniemen
- PGC 3100716
- MCG -2-6-21